# سیارک ۲۵۶۰۹
سیارک ۲۵۶۰۹ (به انگلیسی: 25609 Bogantes، نامگذاری:2000AA12)۲۵۶۰۹مین سیارک کشف شده‌است که در ۰۳ ژانویه ۲۰۰۰ کشف شد.